# Département de Rivas
Le département de Rivas (en espagnol : Departamento de Rivas) est un des 15 départements du Nicaragua. Il est étendu sur 2 155 km² et a une population de 181 665 hab. (estimation 2019). Sa capitale est Rivas.

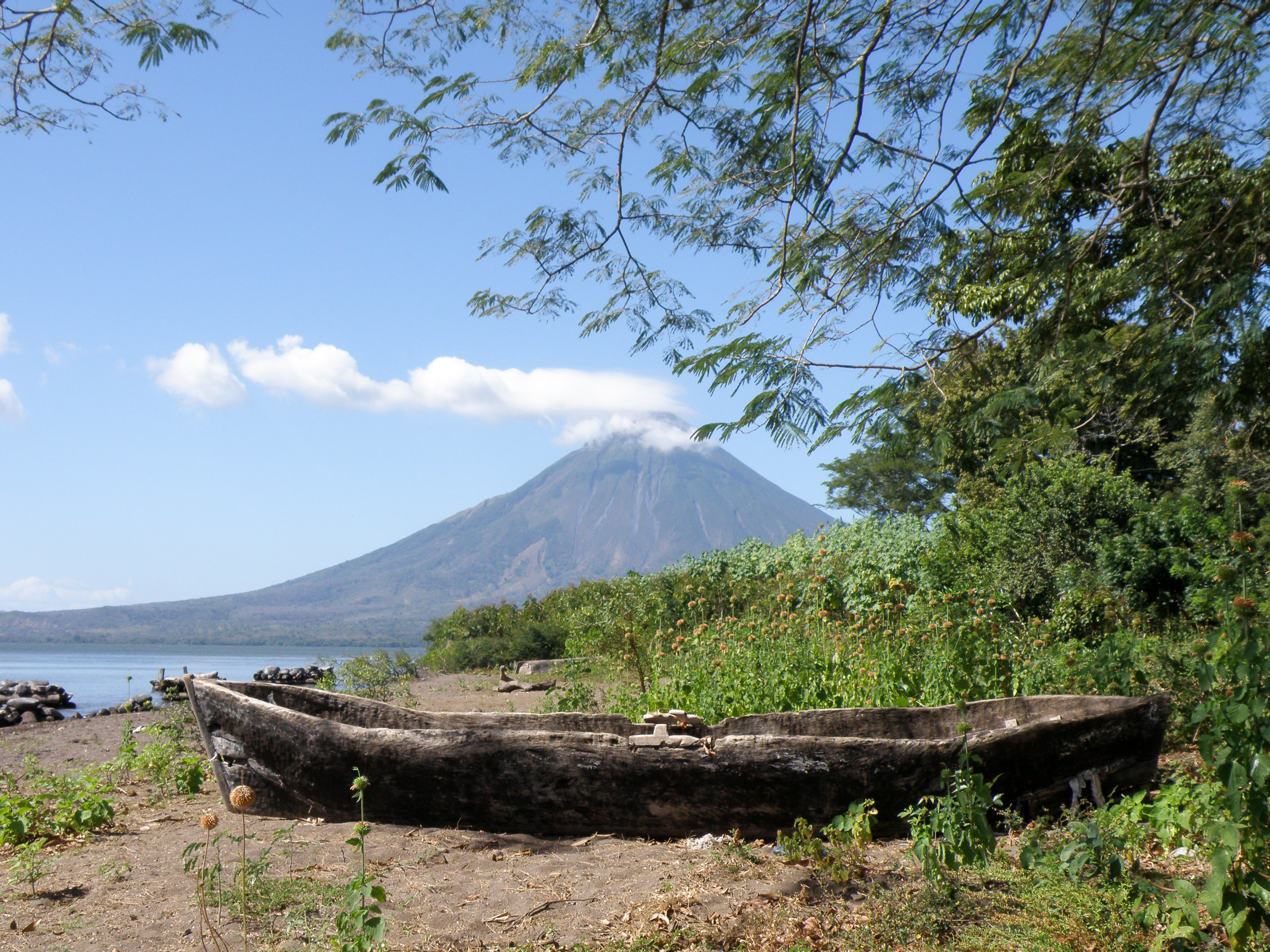

## Géographie
Le département dispose d'une façade maritime, à l'ouest, sur l'océan Pacifique, ainsi que d'une façade équivalente, à l'est, sur le lac Nicaragua.
Il est en outre limitrophe :
- au nord-ouest, du département de Carazo ;
- au nord, du département de Granada ;
- au sud, de la république du Costa Rica.

Un petit village de pêcheurs, San Juan del Sur, s'est transformé en attraction touristique populaire en raison des grandes plages de la région. Une autre attraction touristique majeure est Ometepe, une grande île volcanique sur le lac Nicaragua habitée par environ 32 000 personnes (recensement de 2005)

## Municipalités
Le département est subdivisé en 10 municipalités :
- Altagracia
- Belén
- Buenos Aires
- Cárdenas
- Moyogalpa
- Potosí
- Rivas
- San Jorge
- San Juan del Sur
- Tola